# 陳綱 (洪武知府)
陈纲，明朝人，是一名明朝政治人物。
陈纲曾于洪武二十七年接替张仁任兴化府知府一职，洪武二十八年由徐齐接任。